# Musée de la maison Prescott
Le musée de la maison Prescott (Prescott House Museum) est un musée constitué d'une maison et de jardins historiques situé à Starr's Point en Nouvelle-Écosse au Canada. Ce musée fait partie du musée de la Nouvelle-Écosse.
Construite entre 1812 et 1816 par Charles Ramage Prescott, la maison de style géorgien est la pièce maîtresse du domaine d'« Acacia Grove ».

## Histoire
Prescott, un riche négociant de Halifax a acheté le terrain en 1811, année où il a pris une retraite après sa carrière dans le secteur de l'expédition et du commerce. Il a utilisé Acacia Grove comme base pour des expériences agricoles, en important une grande variété de plantes, en particulier des variétés de pommes qu’il partageait librement avec les producteurs de la région. À la mort de Prescott en 1859, la famille Kaye achète et entretient la maison pendant plusieurs décennies. Cependant, les propriétaires suivants ont négligé la maison et dans les années 1890, elle est tombée en ruine. En 1931, la propriété a été achetée par Mary Allison Prescott, l'arrière-petite-fille de Charles Prescott. Elle restaura la maison et y habita avec ses deux sœurs jusqu'en 1970. Ils ont fait don de la maison à la province de la Nouvelle-Écosse en 1971. 
La maison a été désignée lieu historique national du Canada en 1969. Il s'agit également d'un bien enregistré au niveau provincial en vertu de la Loi sur les biens patrimoniaux de la province.

## Musée
La maison fait partie du réseau des musées de la Nouvelle-Écosse et explore la vie de Prescott, l'architecture géorgienne, l'industrie de la pomme et la vie des sœurs de Prescott. Les chambres entièrement restaurées décrivent à la fois la période géorgienne de Charles Prescott et la dernière époque des années 1930 et 1940, lorsqu'elle fut restaurée par les sœurs Prescott. Ouvert de mai à octobre, le musée propose des visites guidées des salles d'époque et organise une variété d'événements réguliers pour interpréter la maison et ses jardins pour les familles et les enfants. 